# Османсько-перська війна (1532—1555)
Османсько-іранська війна 1532—1555 — один з збройних конфліктів між Османською імперією та державою Сефевідів у Ірані. Незважаючи на те, що у той період проходило кілька військових кампаній з періодами бездіяльності, війна вважається єдиною, оскільки тільки 1555 року було підписано мирний договір.

## Передумови
У вересні 1520 помер османський сутан Селім I, його наступником на султанському престолі став його син Сулейман I Пишний. Після сходження на престол останній відмовився від походів на схід і вирушив на захід — у похід проти Угорщини та госпітальєрів.
У 1524 помер і шах Ісмаїл. Його спадкоємцем став 10-річний Тахмасп I. В державі Сефевідів спалахнула боротьба за владу. 1528 року губернатор Багдада заявив, що переходить у підпорядкування до Сулеймана, але невдовзі його вбили, і владу Сефевідів було відновлено. Потім на бік султана перейшов перський губернатор Азербайджану, а на бік шаха — курдський емір Бітліса.

## Перебіг війни
1533 року Сулейман I уклав перемир'я з Фердинандом I Австрійським, і відрядив садразама Паргали Ібрагіма-пашу з армією на схід. Сераскір провів зиму в Алеппо, а влітку 1534 року захопив Тебриз. Тахмасп вирішив з османами не битись і втік зі столиці. Здійснивши перехід через нагір'я південно-західного Ірану, османська армія підійшла до Багдада, й місто капітулювало. За результатами тієї кампанії під владу османів перейшли найголовніші святині шиїтського ісламу — Наджаф і Кербела.
1548 року Сулейман розпочав чергову кампанію проти Сефевідів. Османська армія підійшла до Тебриза, але через нестачу продовольства Сулейман був змушений відмовитись від облоги міста. Військо султана просунулось вглиб Ірану й тимчасово зайняло Ісфаган. У подальшому військові дії тривали зі змінним успіхом. Сулейман повернувся додому ні з чим, якщо не враховувати захоплення прикордонного міста Ван і багатої здобичі.
1552 року вже Тахмасп виступив у похід, щоб повернути нещодавно втрачені території. В османському війську, що було відряджено проти персів, почались заворушення. До табору прибув Сулейман і стратив свого сина Мустафу, якого запідозрив у спробі зайняти трон. Це спричинило значні заворушення в Анатолії.
1554 року султан знову вирушив на схід, діставшись Карабаху. Того разу вже османи, наслідуючи персів, застосовували тактику спаленої землі в тих прикордонних районах, звідки перси починали свої набіги.

## Результат і наслідки
1555 року було укладено мирну угоду в Амасьї, за умовами якої західна Вірменія й арабський Ірак відійшли до Османської імперії.